# Памуклија
Памуклија је део српске народне ношње које су носиле жене у хладнијим деловима године. Разликују се мала и велика памуклија.

## Изглед
Мала памуклија правила се од „лица” (порхета-јаче хаљина која је на наличију направљена да буде чупава или друге куповне хаљине). Изнутра је постављена, па испуњена памуком и једноставно испрошивана, у редове. Дуга је до кукова, кројена око струка, без рукава, спреда се закопчавала копчама. Носиле су је жене, место ђудице.
Велика памуклија била је такође од „лица” постављена и испуњена памуком, па испрошивана у редове. Имала је дуге рукаве, достизала је дужину до кукова, а са предње стране се преклапала и закопчавала скоро под мишком. Изрез око врата је био мали. Памуклије су ношене преко јелека и гуњића.
Свакодневне памуклије израживале су се од цица-куповне крпе или од разнобојног платна које је могло бити смеђе, црне, модре или зелене боје.
Празничне памуклије правиле су се од чоје или сомота (у селима ближе Лозници) или у Драгачеву. Биле су украшене гајтанима и бућмом.

## Ношење
Велике памуклије носиле су старије жене, док су мале носиле девојке и млађе жене. Велике престају да буду у употреби од Првог балканског рата, док се мале памуклије употребљавају као горњи свечани хаљетак до после Првог светског рата.
Док су се зубун и гуњић више употребљавали у потпланинским селима, одећа од куповних материјала попут јелека, либада, памуклије и рекља су се више носиле у равничарским крајевима. Ношење памуклије није било распрострањено свугде, не само због различитих културних утицаја, већ и због скупоће и приступачности различитих сировина, као и временских прилика које су захтевале пуније материјале. Тако жене које су поседовале зубун и гуњић углавном нису имале и памуклију или јелек, либаде или рекље. Сукнени хаљетци су ношени више у потпланинским селима длеом због топлотних својста сукна. Са друге стране памуклија је била заступљенија у у нижим селима изложеним струјањима и утицајима из суседних напреднијих области.
Мања памуклија се правила од истог материјала као и велика памуклија, али је ређе ношена у односу на друге зимске хаљетке дугих рукава, попут на пример сукнене "аљине". Велику памуклију су носиле имућније жене у Рађевини, највише у селима ниже Рађевине где су ношене и мале памуклије.